# العلاقات الجنوب سودانية الكمبودية
العلاقات الجنوب سودانية الكمبودية هي العلاقات الثنائية التي تجمع بين جنوب السودان وكمبوديا.

## مقارنة بين البلدين
هذه مقارنة عامة ومرجعية للدولتين:
| وجه المقارنة                                              | جنوب السودان                  | كمبوديا                   |
| --------------------------------------------------------- | ----------------------------- | ------------------------- |
| المساحة (كم2)                                             | 619.75 ألف                    | 181.03 ألف                |
| عدد السكان (نسمة)                                         | 12.58 مليون                   | 16.01 مليون               |
| الكثافة السكانية (ن./كم²)                                 | 20.3                          | 88.44                     |
| العاصمة                                                   | جوبا                          | بنوم بنه                  |
| اللغة الرسمية                                             | لغة إنجليزية                  | اللغة الخميرية            |
| العملة                                                    | جنيه جنوب سوداني، جنيه سوداني | ريال كمبودي، دولار أمريكي |
| الناتج المحلي الإجمالي (بليون دولار)                      | 2.90 مليار                    | 22.16 مليار               |
| الناتج المحلي الإجمالي (تعادل القوة الشرائية) بليون دولار | 22.88 مليار                   | 54.37 مليار               |
| الناتج المحلي الإجمالي الاسمي للفرد دولار أمريكي          | 73                            | 1.16 ألف                  |
| الناتج المحلي الإجمالي للفرد دولار أمريكي                 | 2.02 ألف                      | 3.26 ألف                  |
| مؤشر التنمية البشرية                                      | 0.467                         | 0.555                     |
| رمز المكالمات الدولي                                      | +211                          | +855                      |
| رمز الإنترنت                                              | .ss                           | .kh                       |
| المنطقة الزمنية                                           | ت ع م+03:00                   | ت ع م+07:00               |

## منظمات دولية مشتركة
يشترك البلدان في عضوية مجموعة من المنظمات الدولية، منها:
| علم المنظمة | اسم المنظمة                               | تاريخ انضمام جنوب السودان | تاريخ انضمام كمبوديا |
| ----------- | ----------------------------------------- | ------------------------- | -------------------- |
|             | مؤسسة التنمية الدولية                     | 18 أبريل 2012             | 22 يوليو 1970        |
|             | يونسكو                                    | 27 أكتوبر 2011            | 3 يوليو 1951         |
|             | وكالة ضمان الاستثمار متعدد الأطراف        | 18 أبريل 2012             | 1 ديسمبر 1999        |
|             | الأمم المتحدة                             | 14 يوليو 2011             | 14 ديسمبر 1955       |
|             | الاتحاد البريدي العالمي                   | ?                         | ?                    |
|             | البنك الدولي للإنشاء والتعمير             | 18 أبريل 2012             | 22 يوليو 1970        |
|             | الاتحاد الدولي للاتصالات                  | 3 أكتوبر 2011             | 10 أبريل 1952        |
|             | مؤسسة التمويل الدولية                     | 18 أبريل 2012             | 26 مارس 1997         |
|             | المركز الدولي لتسوية المنازعات الاستشارية | 18 مايو 2012              | 19 يناير 2005        |
|             | منظمة الشرطة الجنائية الدولية             | ?                         | ?                    |

## وصلات خارجية
- موقع وزارة الخارجية الجنوب سودانية
- موقع وزارة الخارجية الكمبودية